# Référendum de 1991 en Crimée
Pour les articles homonymes, voir Référendum en Crimée.

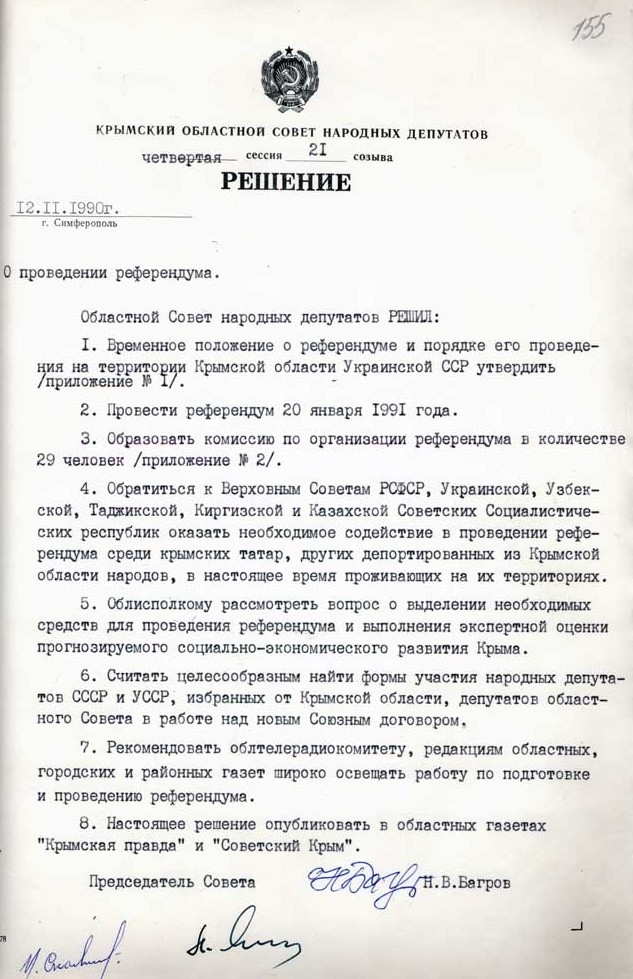
La décision du Conseil régional de Crimée de tenir un référendum du 12 novembre 1990 signé par N.V. Bagrov

Le référendum de 1991 en Crimée est un référendum qui s'est tenu le 20 janvier 1991 dans l'oblast de Crimée de la république socialiste soviétique d'Ukraine. Il portait sur le rétablissement de la république socialiste soviétique autonome de Crimée en tant que sujet de l'URSS. Ce référendum a été organisé par la Russie et n'est pas reconnu par le droit international, contrairement au référendum du 1er décembre 1991 sur l'indépendance de l'Ukraine.
La question posée par la Russie le 20 janvier 1991 fut : 
« Soutenez-vous le rétablissement de la république socialiste soviétique autonome de Crimée en tant que sujet de l'Union des républiques socialistes soviétiques et participant au Traité de l'Union ? »
Il eut lieu dans le cadre de la dislocation de l'URSS et de la montée du mouvement indépendantiste en Ukraine.
La RSSA de Crimée en tant que sujet de l'URSS est rétablie le 12 février 1991 par le Soviet suprême de la RSS d'Ukraine à la suite du « oui » massif (94,3 %) des exprimés marqué par une participation de 81,37 %.
Six mois plus tard, de par la dislocation de l'Union soviétique, les républiques soviétiques autonomes subsistantes deviennent indépendantes ; la RSSA de Crimée est dissoute le 26 février 1992 et remplacée par la république de Crimée.

## Résultats
| Choix                     | Votes     | %     |
| ------------------------- | --------- | ----- |
| Pour                      | 1 343 825 | 94,30 |
| Contre                    | 81 254    | 5,70  |
|                           |           |       |
| Votes valides             | 1 425 109 | 98,90 |
| Votes blancs et invalides | 15 910    | 1,10  |
| Total                     | 1 441 019 | 100   |
| Abstention                | 329 822   | 18,63 |
| Inscrits/Participation    | 1 770 841 | 81,37 |